# Championnat national des bagadoù
Le championnat national des bagadoù est une compétition musicale à laquelle participent près d'une centaine de bagadoù, répartis en cinq catégories. Il a lieu tous les ans depuis 1949 et est divisé en deux manches à l'issue desquelles les groupes sont classés, puis soit promus soit relégués.

## Présentation

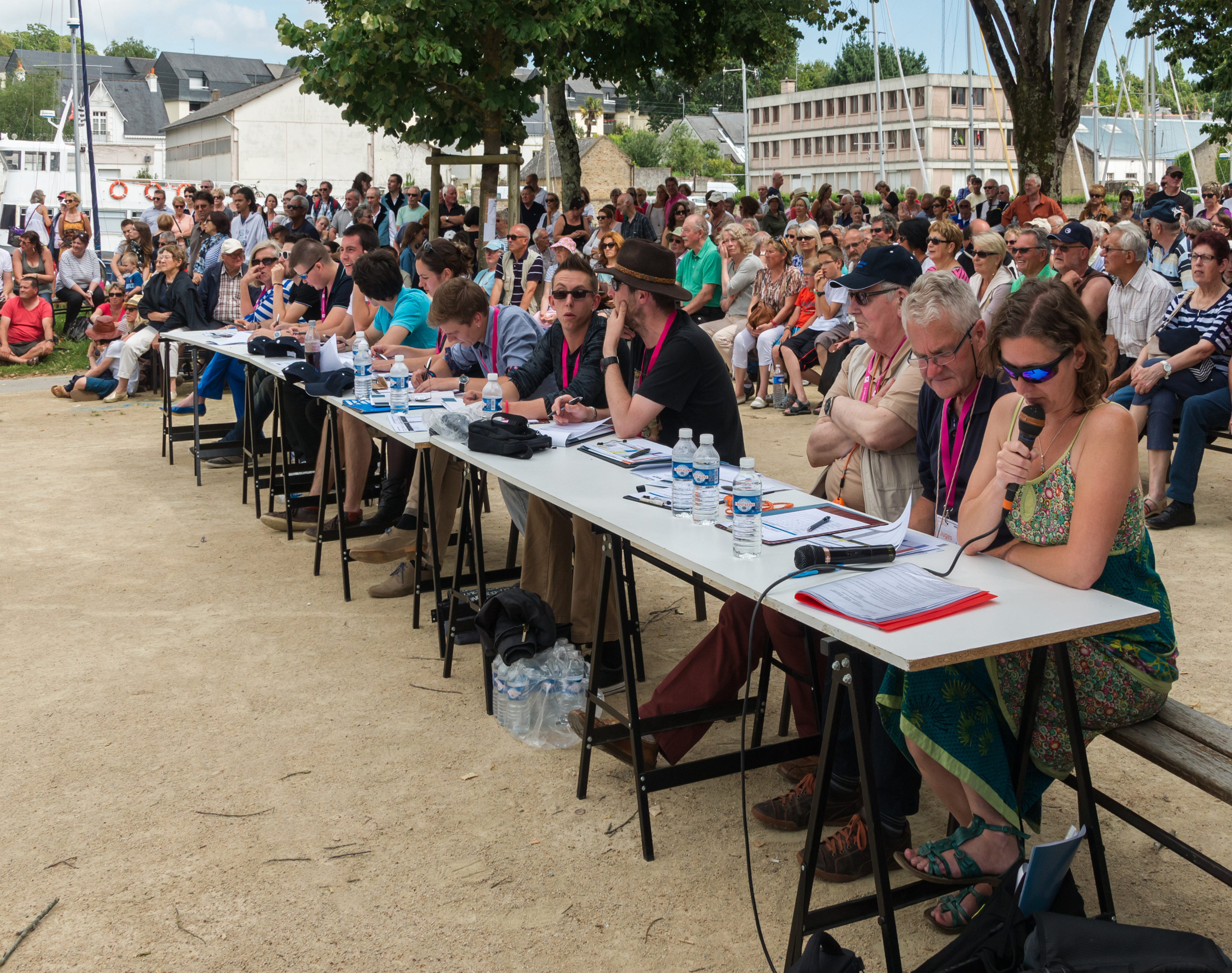
Le jury, Championnat national des Bagadoù, 4e catégorie A, 12 juillet 2014, Vannes, Morbihan

Depuis 1949, Bodadeg ar Sonerion organise la tenue du championnat national des bagadoù. Ce championnat répartit en cinq catégories les 150 bagadoù recensés en Bretagne et ailleurs, et qui souhaitent et peuvent y participer. Il s'agit de catégories de niveaux, les changements de catégories ont lieu à l'issue de chaque édition. Historiquement, le championnat est très lié à des villes comme Brest et Lorient où les premières éditions furent organisées et où la 1re catégorie concourt toujours. Les différentes rencontres ont également eu lieu dans des villes comme Quimper, Vannes, Pontivy, Concarneau, Plœmeur, Pont-l'Abbé, Carhaix et Saint-Brieuc.

## Historique

### Débuts
À la fin des années 1940 et après la création des premiers bagadoù, de nombreux groupes sont recensés dans plusieurs communes bretonnes. En 1949, le premier « concours des meilleurs sonneurs » organisé par Bodadeg ar Sonerien sous la direction de Polig Monjarret comprend une catégorie « clique », qui est alors l'appellation des premiers bagadoù, issu des cliques musicales. Malgré les 500 sonneurs alors adhérents à Bodadeg ar Sonerion, seuls trois groupes participent à cette première édition, où chacun doit alors être composé de 6 binioù et 4 bombardes au minimum, et de 2 tambours.
Les premiers championnats, organisés à partir de 1949 regroupe un faible nombre de groupes. Ceux-ci sont en partie composés de sonneurs de tradition, proches de la culture rurale de l'époque. Ceci explique que les premiers groupes titrés proviennent de petits centres urbains, ou alors de milieux ruraux. C'est ainsi qu'un groupe de Carhaix, la Kevrenn Paotred An Hent Houarn, remporte les deux premières éditions en 1949 et 1950, et que la Bagad Koad Serc'ho, venant d'un village proche de Morlaix remporte les éditions de 1953 et 1954. Les Kevrenn de Kemperle  et C'hlazig qui se partagent les titres en 1951 et 1952 viennent de villes plus importantes, mais restent encore des regroupements de couples de sonneurs des campagnes environnantes.

### «Époque brestoise», de 1953 à 1970
Lors de l'« époque brestoise » du concours, de 1953 à 1970, les groupes dominants sont alors la Kevrenn de Rennes, les deux kevrenn brestoises (Ar Flamm et Brest Sant Mark), le bagad Boulvriag, ainsi que le bagad Bleimor. Le titre se joue entre ces principales formations pendant 17 ans. Les groupes lauréats viennent alors de centres urbains plus importants, ce qui reflète l'évolution de la composition de ces groupes ; les sonneurs suivent leurs obligations professionnelles et déménagent dans de plus grandes villes, et le recrutement évolue. La Kevrenn de Rennes est la première à marquer cette période, en remportant les éditions de 1955 et de 1956, et en reportant trois titres supplémentaires lors des éditions de 1963, 1967, et 1969. Le groupe continue de marquer durablement les concours dans les années 1970 et 1980, mais est pénalisée par l'abandon du pupitre des percussions, et ne parvient pas à regagner le titre par la suite. La Kevrenn Brest Sant Mark va par la suite dominer les deux décennies suivantes, remportant 11 titres entre 1954 et 1974, dont cinq titres entre 1970 et 1974. Les seuls groupes à parvenir à s'interposer entre ces deux groupes sont la Kevrenn Brest Ar Flamm (en 1958 et 1962), le bagad Boulvriag (déclaré vainqueur en 1962 avant d'être déclassé faute de ténor) et le bagad Bleimor (en 1966, et en 1973 en partageant le titre avec Brest Sant Mark.

### Quart de siècle entre Finistère et Morbihan
La quinzaine d'années qui suit, de 1975 à 1990 voit l'opposition entre deux nouveaux groupes rythmer le championnat. Le Bagad Kemper, monté en première catégorie en 1969, remporte quatre titres consécutifs de 1975 à 1979, mais doit partager les titres suivants avec la Kevrenn Alré, alors menée par un penn-sonner qui marque son époque, Roland Becker, qui remporte le titre en 1979, 1981, 1983, et 1986. Les années 1980 voient cependant d'autres groupes parvenir à s'imposer face à ce duo : Bleimor en 1980, et le Bagad Bro Kemperle en 1989.
Les années 1990 voient l'apparition d'un troisième groupe, le Bagad Roñsed-Mor de Locoal-Mendon, qui parvient à s'imposer entre la Kevrenn Alré et le Bagad Kemper. Ce nouveau venu s'adjuge le titre en 1990, reléguant Kemper à la 2e place. Le bagad Kemper ne retrouve son titre qu'en 1991 devant la Kevrenn Alré, mais doit s'incliner l'année suivante face à la Kevrenn Alré, puis en 1993 de nouveau face à Roñsed-Mor qui s'adjuge le titre. Kemper retrouve le titre en 1994 aux points, alors que Roñsed-Mor remporte l'épreuve de printemps à Vannes et que la Kevrenn Alré remporte l'épreuve d'été à Lorient. Le scénario se répète l'année suivante, Roñsed-Mor s'adjugeant l'épreuve de printemps, qui se déroule pour la première fois au Quartz à Brest, et la Kevrenn Alré gagnant l'épreuve d'été, à égalité avec Kemper cette année. Kemper remporte le titre à deux reprises lors de cette décennie en 1997 et en 1998, Alré remportant le titre en 1996 et Roñsed-Mor en 1999.

### Histoire récente
De 2001 à 2007, les mêmes groupes se partagent les titres, à l'exception de 2001 qui voit la Kerlenn Pondi remporter le titre, et de 2007 qui voit le Bagad Brieg en faire de même.
À partir de 2008, le Bagad Cap Caval survole le championnat avec 7 titres (2008, 2009, 2010, 2015, 2016, 2017, 2019, 2023, 2024 et pour l’unique manche de 2025 en raison de l’annulation du concours d’été).
Le règlement évolue avec en 2003 la mise en place d'un classement fonctionnant sur le principe du « tuilage ». Les groupes d'une catégorie donnée ayant obtenu les meilleurs notes lors de l'épreuve d'hiver concourent lors de l'épreuve d'été avec ceux de la catégorie supérieure ayant obtenu les notes les plus faibles. Les notes des six compétitions précédentes sont prises en compte pour déterminer la montée ou la descente d'un bagad dans une autre catégorie, et les juges notent alors par rang. En première catégorie, seuls les huit premiers groupes concourent pour le titre dans une catégorie appelée Maout.
Le système connait cependant une critique croissante de la part des groupes, ce qui pousse le Bagad Kemper à boycotter l'épreuve d'été en 2009. Une commission musicale interne à la Bodadeg ar Sonerion travaille déjà à l'époque à une réforme du système de notation, ce qui aboutit à la mise en place lors de l'édition 2010 d'une notation simplifiée. Chaque juge note entre 11 et 18 les différents bagadoù, et chaque bagad affronte les quatorze autres groupes de sa division.
Le championnat 2020 est annulé pour cause de pandémie de coronavirus au même titre de l'édition 2021. En 2022, Sonerion remet sur les rails le championnat, qui exceptionnellement sacre son champion sur une seule manche, lors du Festival Interceltique de Lorient. Le championnat 2023 retrouve ses deux manches.

## Média
Chaque année depuis 1999, Bodadeg ar Sonerion édite et vend les CD et les DVD des concours de 1re catégorie de Brest et de Lorient.
Depuis 2010, ces deux mêmes concours sont d'ailleurs diffusés en direct sur le site de la chaîne de télévision France 3 avec l'aide de l'association An Tour Tan,. Depuis 2017, un condensé du concours de 1re catégorie de Brest est diffusé sur France 3 Bretagne dans le cadre de l'émission Bali Breizh.

## Fonctionnement

### Règlement
Les concours permettent de hiérarchiser les bagadoù suivant cinq catégories, les meilleurs groupes étant classés en 1re catégorie. Ce championnat est régi par un règlement mis régulièrement à jour par Sonerion, les informations qui suivent relèvent de la dernière révision datant de juillet 2010.
Les quatre premières catégories se produisent deux fois par an en concours.

Carte des terroirs bretons.

- La première manche se déroule dans des villes différentes selon les catégories. Les suites proposées par les bagadoù sont fondées sur des aires géographiques correspondant aux différents pays de Bretagne (appelés aussi terroirs), les morceaux doivent être extraits des patrimoines musicaux de ces pays. Les différents terroirs sont :
  - Bro Vigouden - Bro C'hlazig - Aven - Rouzig
  - Menezioù - Fisel - Kost ar C'hoad
  - Pagan - Bro Leon - Plougastell - Kernevodez - Penn Sardin - Bro ar C'hap - Kraozon
  - Pourlet - Bro Pondi - Bro Wened
  - Bro Dreger - Fañch - Goueloù
  - Vannetais Gallo - Mitau - Brière - Paludier
  - Loudéac - Méné - Penthièvre - Poudouvre - Clos Poulet - Coglais - Pays de Dol et bassin rennais
  - Châteaubriant - La Mée - Sud Loire - Pays de Retz - Le Vignoble - Ancenis

- Pour les concours d'été, les suites sont libres.

- Pour les catégories 1, 2 et 3, le groupe ayant obtenu la meilleure moyenne sur les deux concours est désigné champion de Bretagne de la catégorie. Malgré cela, le terme champion de Bretagne est souvent utilisé pour désigner le champion de Bretagne de 1re catégorie.

- Pour la 4e catégorie, à l'issue du concours de printemps, les groupes sont scindés en deux catégories (4eA et 4eB) ; les groupes terminant premiers des deux concours d'été sont désignés champions des catégories ainsi créées.

- Depuis 2010, les deux premiers du classement annuel des 2e, 3e et 4eA catégories montent en catégories supérieures tandis que les deux derniers de 1re, 2e et 3e descendent en catégories inférieures.

En 5e catégorie, les groupes se rencontrent une fois par an et la journée est divisée en deux temps si nécessaire : les qualifications (deux ou trois poules) et la finale (les premiers de chaque poule). Les deux premiers de la finale sont autorisés à se présenter en 4e catégorie l’année suivante mais le jury peut faire monter plus de groupes s'il le souhaite. La 5e catégorie n'a pas de limite au nombre de bagadoù inscrits et participants.

### Lieux de représentation
| \| Brest Vannes Saint-Brieuc Pontivy Saint-Malo Pont-l'Abbé Quimper Lorient \| Villes accueillant une ou plusieurs épreuves en 2024. |
| Brest Vannes Saint-Brieuc Pontivy Saint-Malo Pont-l'Abbé Quimper Lorient                                                             |

Les lieux et dates des concours de printemps en 2024 :
- 1re : Le Quartz (Brest), le 25 février 2024.
- 2e : L'Hermione (Saint-Brieuc), le 24 mars 2024.
- 3e : Palais des Arts (Vannes), le 3 mars 2024.
- 4e : Palais des Congrès (Pontivy), le 11 février 2024.

Les lieux et dates des concours d'été en 2024:
- 1re, 2e et 4e B : Festival interceltique de Lorient, le 10 août 2024.
- 3e : Festival de Cornouaille / Gouelioù Meur Kerne à Quimper, le 20 juillet 2024.
- 4eA : Festival Folklores du monde à Saint-Malo, le 6 juillet 2024.
- 5e catégorie : Festival des Brodeuses à Pont-l'Abbé le 6 juillet 2024.

## Palmarès et Classement

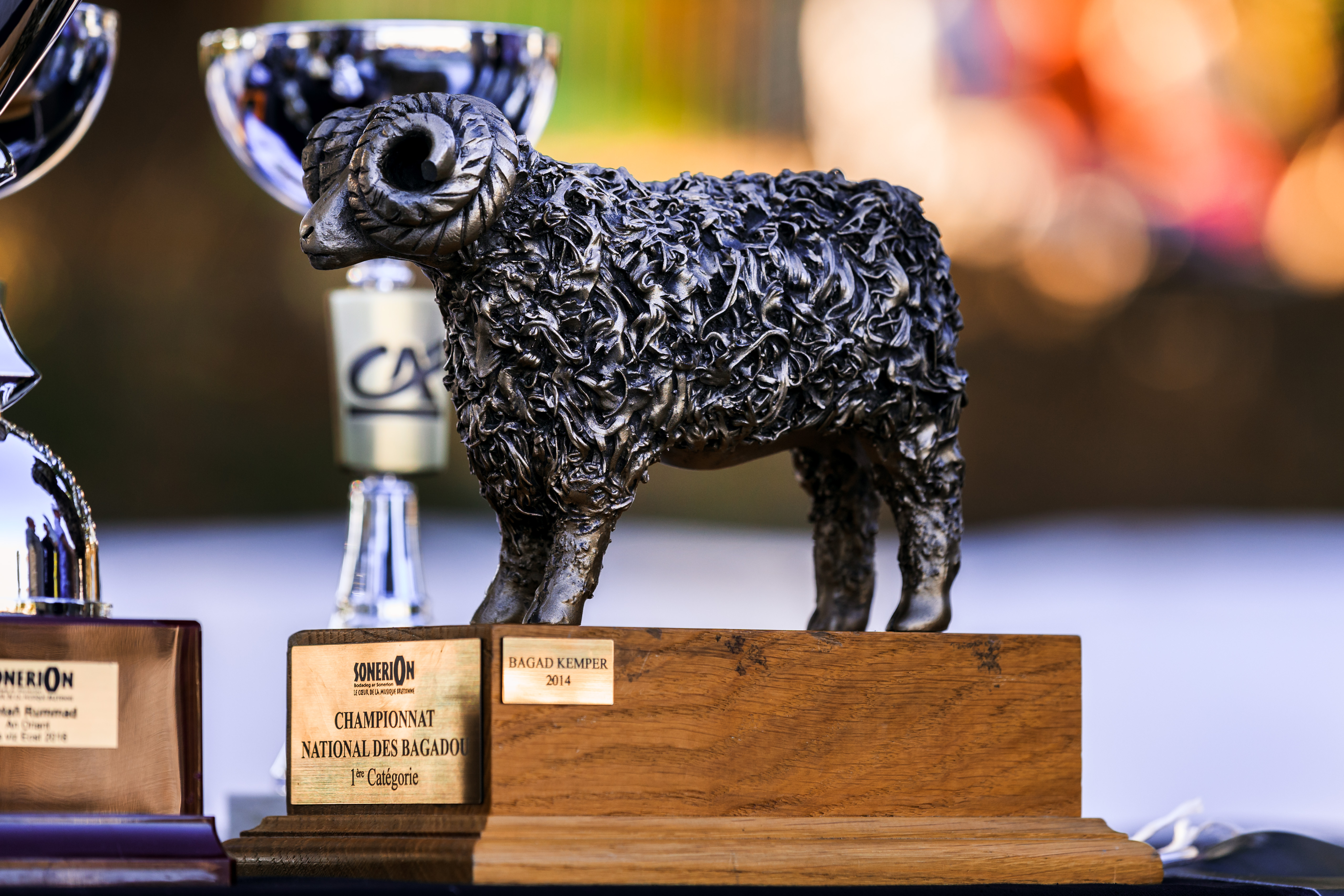
Le maout offert au champion de 1re catégorie.
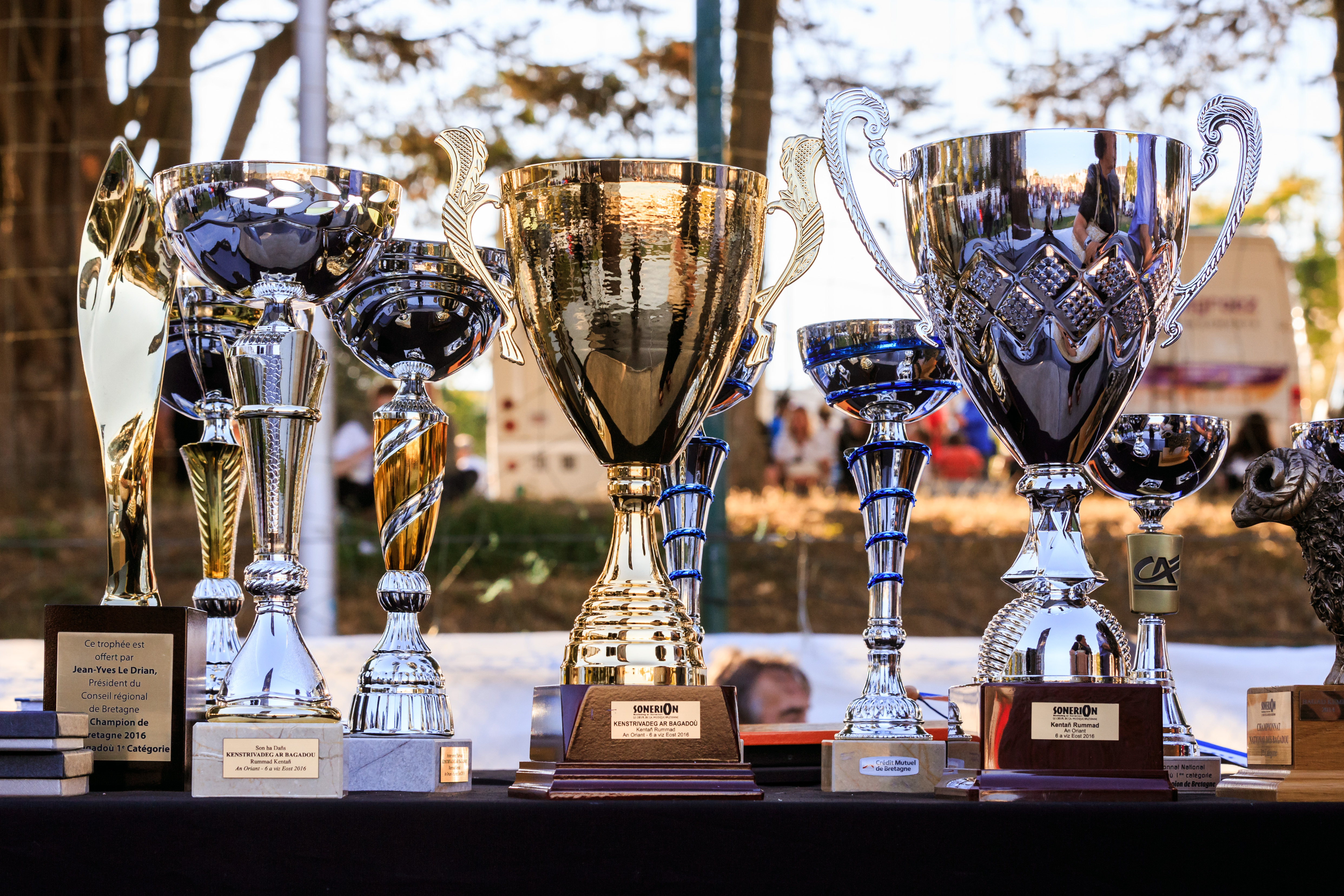
Trophées de 1re et 2e catégories.
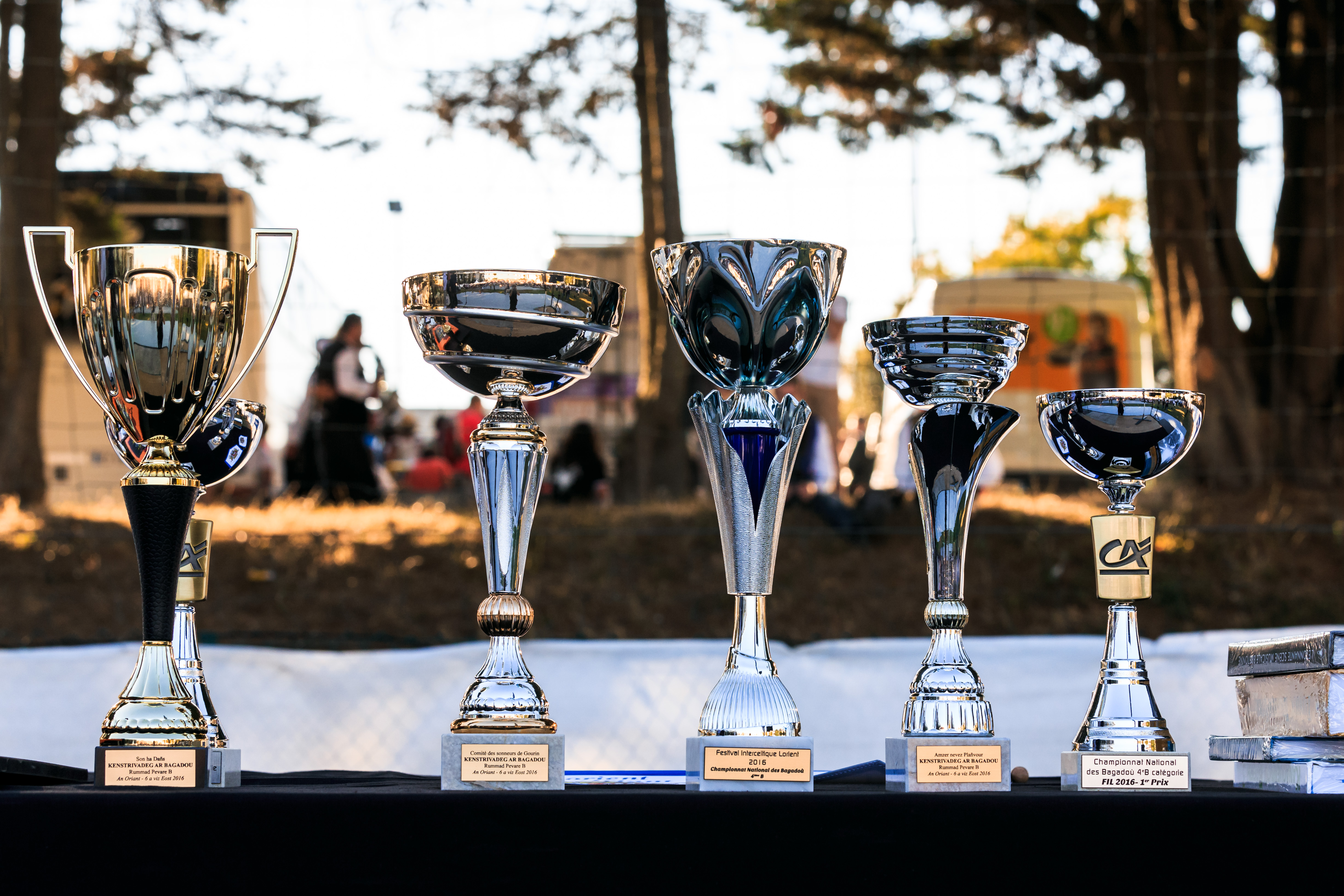
Trophées de 4e catégorie pour la poule B.

### Les groupes titrés
| Nombrede titre(s) | Groupe |
| ----------------- | --- |
| 23                | Kevrenn C'hlazig puis Bagad Kemper (Quimper)                                                                                        |
| 11                | Kevrenn Brest Sant Mark (Brest) Bagad Cap Caval (Plomeur)                                                                           |
| 8                 | Kevrenn Alre (Auray) |
| 5                 | Kevrenn de Rennes (Rennes) |
| 4                 | Bagad Roñsed-Mor (Locoal-Mendon) Bagad Bleimor (Paris, Lorient, Langonnet, Douarnenez)                                              |
| 2                 | Bagad Bro Kemperle (Quimperlé) Kevrenn Brest Ar Flamm (Brest) Bagad Koad Serc'ho (Morlaix) Kevrenn Paotred an Hent Houarn (Carhaix) |
| 1                 | Kerlenn Pondi (Pontivy) Bagad Brieg (Briec) Bagad Boulvriag (Bourbriac - déclassé en 1962)                                          |

### Historique
| 1949                           | 1950                           | 1951                                 | 1952             | 1953               | 1954               |
| ------------------------------ | ------------------------------ | ------------------------------------ | ---------------- | ------------------ | ------------------ |
| Kevrenn Paotred An Hent Houarn | Kevrenn Paotred An Hent Houarn | Kevrenn C'hlazig et Kevrenn Kemperle | Kevrenn C'hlazig | Bagad Koad Serc'ho | Bagad Koad Serc'ho |

| 1955              | 1956              | 1957                    | 1958                 | 1959                    | 1960                    |
| ----------------- | ----------------- | ----------------------- | -------------------- | ----------------------- | ----------------------- |
| Kevrenn de Rennes | Kevrenn de Rennes | Kevrenn Brest Sant Mark | Bagad Brest Ar Flamm | Kevrenn Brest Sant Mark | Kevrenn Brest Sant Mark |

| 1961                    | 1962                                            | 1963              | 1964                    | 1966          | 1967                    |
| ----------------------- | ----------------------------------------------- | ----------------- | ----------------------- | ------------- | ----------------------- |
| Kevrenn Brest Sant Mark | Bagad Brest Ar Flamm (Bagad Boulvriag déclassé) | Kevrenn de Rennes | Kevrenn Brest Sant Mark | Bagad Bleimor | Bagad Kadoudal - Rennes |

| 1968                    | 1969                    | 1970                    | 1971                    | 1972                    | 1973                                     |
| ----------------------- | ----------------------- | ----------------------- | ----------------------- | ----------------------- | ---------------------------------------- |
| Kevrenn Brest Sant Mark | Bagad Kadoudal - Rennes | Kevrenn Brest Sant Mark | Kevrenn Brest Sant Mark | Kevrenn Brest Sant Mark | Kevrenn Brest Sant Mark et Bagad Bleimor |

| 1974                    | 1975         | 1976         | 1977         | 1978         | 1979         |
| ----------------------- | ------------ | ------------ | ------------ | ------------ | ------------ |
| Kevrenn Brest Sant Mark | Bagad Kemper | Bagad Kemper | Bagad Kemper | Bagad Kemper | Kevrenn Alre |

| 1980          | 1981         | 1982         | 1983         | 1984         | 1985         |
| ------------- | ------------ | ------------ | ------------ | ------------ | ------------ |
| Bagad Bleimor | Kevrenn Alre | Bagad Kemper | Kevrenn Alre | Bagad Kemper | Bagad Kemper |

| 1986         | 1987          | 1988         | 1989               | 1990             | 1991         |
| ------------ | ------------- | ------------ | ------------------ | ---------------- | ------------ |
| Kevrenn Alre | Bagad Bleimor | Bagad Kemper | Bagad Bro Kemperlé | Bagad Roñsed-Mor | Bagad Kemper |

| 1992         | 1993             | 1994         | 1995         | 1996         | 1997         |
| ------------ | ---------------- | ------------ | ------------ | ------------ | ------------ |
| Kevrenn Alre | Bagad Roñsed-Mor | Bagad Kemper | Bagad Kemper | Kevrenn Alre | Bagad Kemper |

| 1998         | 1999             | 2000         | 2001          | 2002         | 2003             |
| ------------ | ---------------- | ------------ | ------------- | ------------ | ---------------- |
| Bagad Kemper | Bagad Roñsed-Mor | Bagad Kemper | Kerlenn Pondi | Bagad Kemper | Bagad Roñsed-Mor |

| 2004         | 2005         | 2006         | 2007        | 2008            | 2009            |
| ------------ | ------------ | ------------ | ----------- | --------------- | --------------- |
| Bagad Kemper | Kevrenn Alre | Kevrenn Alre | Bagad Brieg | Bagad Cap Caval | Bagad Cap Caval |

| 2010            | 2011         | 2012         | 2013         | 2014         | 2015            |
| --------------- | ------------ | ------------ | ------------ | ------------ | --------------- |
| Bagad Cap Caval | Bagad Kemper | Bagad Kemper | Bagad Kemper | Bagad Kemper | Bagad Cap Caval |

| 2016            | 2017            | 2018            | 2019            | 2020   | 2021   |
| --------------- | --------------- | --------------- | --------------- | ------ | ------ |
| Bagad Cap Caval | Bagad Cap Caval | Bagad Cap Caval | Bagad Cap Caval | annulé | annulé |

| 2022         | 2023            | 2024            | 2025            |  |  |
| ------------ | --------------- | --------------- | --------------- |  |  |
| Bagad Kemper | Bagad Cap Caval | Bagad Cap Caval | Bagad Cap Caval |  |  |

L'ensemble du classement des bagadoù par catégorie est également consultable sur Classement des bagadoù (championnat national).